# Turnsport Austria
Der Österreichische Fachverband für Turnen (kurz: ÖFT) ist die offizielle Fachvertretung für Turnen, Gymnastik, Trampolinspringen, Akrobatik, Aerobic und Parkour in Österreich. Der am 26. Juli 1947 gegründete Verband vertritt mit 450 Mitgliedsvereinen, die in neun Landesverbänden organisiert sind, etwa 100.000 Mitglieder vom Leistungs- bis zum Breitensport. Die Verbandszentrale befindet sich in Wien. Im Dezember 2022 wurde bei einem außerordentlichen Verbandstag die Umbenennung in Turnsport Austria beschlossen, das Logo wurde von Turnerin und Textil- und Modedesignerin Jasmin Mader entworfen.

## Struktur und Allgemeines
Der Österreichische Fachverband für Turnen ist ein unabhängiger und überparteilicher gemeinnütziger Verein. Er vertritt seine Mitglieder in den nationalen Verbänden BSO (Sport Austria) und ÖOC sowie den internationalen Turnverbänden FIG (Weltverband) und European Gymnastics (EG). Präsident ist Prof. Friedrich Manseder, Generalsekretär Mag. Robert Labner. In allen neun österreichischen Bundesländern existieren eigene Landesfachverbände.
Der ÖFT ist der fünftgrößte unter den 60 Sportfachverbänden Österreichs. Seine Spitzensportler erreichten in den letzten Jahren mehrere Weltmeistertitel, Olympiateilnahmen, Europameisterschaftsmedaillen, eine Jugend-Olympiabronzemedaille, Weltcupsiege und Weltcupmedaillen. 2019 führte der ÖFT in Dornbirn das Großsportereignis „Welt-Gymnaestrada“ (World Gymnaestrada) durch – ein einwöchiges Festival mit 20.000 Teilnehmern aus 67 Ländern aller Kontinente und 8.000 Volunteers.
Weitere vom ÖFT ausgerichtete internationale Großsportereignisse: Welt-Gymnaestrada 2007 in Dornbirn, Europameisterschaften Rhythmische Gymnastik 2013 und 1984 in Wien, Europameisterschaft Team-Turnen 2004 in Dornbirn, Weltmeisterschaft Rhythmische Gymnastik 1995 in Wien, Welt-Gymnaestrada 1965 in Wien, dazu seit den 1990er-Jahren zahlreiche Weltcups und Grand-Prix-Meetings in Rhythmischen Gymnastik, im Trampolinspringen und in Sportaerobic.
Zum Programm des ÖFT zählen der Spitzensport in den olympischen Sparten Kunstturnen, Rhythmische Gymnastik und Trampolinspringen, ebenso Sportaerobic, Sportakrobatik, Team-Turnen und Parkour. Vielseitiges Kinderturnen und das Hobby-Wettkampfprogramm „Turn10®“ sind die Kernkompetenz der österreichischen Turnvereine und motivieren zu einem Leben in Bewegung.
Rund 200 bis 230 Sportlerinnen und Sportler befinden sich jeweils in den aktuellen bundesweiten Auswahlkadern des ÖFT vom Nachwuchs bis zum Nationalteam. Zu Jahresbeginn 2021 verfügte der ÖFT über 19 angestellte und 41 direkt für den ÖFT in österreichweiter Funktion tätige ehrenamtliche Mitarbeiterinnen und Mitarbeiter.

## Sportarten
Die im ÖFT vertretenen Sportarten sind
- Kunstturnen
- Rhythmische Gymnastik
- Trampolinspringen
- Gerätturnen für Schulen bzw. für Vereine Turn10
- Team-Turnen
- Sportaerobic, Aerobic DANCE und Aerobic STEP
- Sportakrobatik
- Parkour